# Alaena rogersi
Alaena rogersi är en fjärilsart som beskrevs av Sheffield Airey Neave. Alaena rogersi ingår i släktet Alaena och familjen juvelvingar. Inga underarter finns listade i Catalogue of Life.